# Justice League (Film)
Justice League ist ein US-amerikanischer Actionfilm über die Gerechtigkeitsliga, eine Gruppe von Superhelden, die in Deutschland ebenfalls unter der Bezeichnung Justice League bekannt ist. Regie beim fünften Teil des DC Extended Universe führte Zack Snyder, der auch für Man of Steel und Batman v Superman: Dawn of Justice verantwortlich war. Die erste Kinoverfilmung über das Superheldenteam des Verlags DC Comics lief in den deutschsprachigen Kinos ab dem 16. November 2017.
Eine Schnittversion des Filmes in seiner von Zack Snyder intendierten Form, bekannt als Snyder Cut, wurde 2021 unter dem Titel Zack Snyder’s Justice League auf dem Streamingdienst HBO Max veröffentlicht. Zur Kinofassung gibt es etliche Veränderungen, auch beim Filmstab. Die Neufassung erschien als vierstündiger Film statt als ebenfalls geplante Miniserie, weshalb der Film in Kapitel eingeteilt ist.

## Handlung
Nach dem Tod Supermans in Batman v Superman: Dawn of Justice trauert die Welt um ihn. Zur gleichen Zeit kehrt auf Themyscira, der Insel, auf der die Amazonen leben, der Schurke Steppenwolf mit einer Armee aus Paradämonen auf die Erde zurück. Um seine Rückkehr zu verhindern, wurden drei Mutterboxen auf der Erde verteilt: Eine ging in die Hände der Amazonen, eine zu den Atlantern und die letzte wurde zu den Menschen gegeben. Nur mit ihrer vereinten Kraft wäre es Steppenwolf möglich, die Erde zu erobern. Bei seinem Angriff auf Themyscira schafft es Steppenwolf, die Mutterbox der Amazonen und wenig später die der Atlanter in seine Gewalt zu bringen. Nur die Mutterbox der Menschen, welche mittlerweile von der Organisation S.T.A.R. Labs bewacht wird, ist für ihn nicht auffindbar.
Gleichzeitig versucht Batman ein Team aus Superhelden zusammenzurufen, um Steppenwolf abermals zu besiegen. Er rekrutiert nacheinander Wonder Woman, The Flash, Aquaman und schließlich Cyborg. Gemeinsam schaffen sie es, die letzte Mutterbox zu finden. Batman entscheidet sich dazu, die Energie der Mutterbox zur Wiederbelebung Supermans zu nutzen. Die Wiederbelebung ist erfolgreich, jedoch hat Superman seine Erinnerungen verloren und kämpft gegen die Justice League. Er erkennt Batman wieder, der ihn kurz vor seinem Ableben herausgefordert hat, und attackiert ihn. Dieser kann sich retten, indem er Supermans Freundin Lois Lane hinzuholt. Mit Hilfe von Lois kommen Supermans Erinnerungen langsam wieder zurück. Damit er sich erholen kann, ziehen sich Lois und Superman in ihr ehemaliges Haus auf dem Land zurück.
Da die letzte Mutterbox nun unbewacht ist, schafft es Steppenwolf mühelos, sie an sich zu nehmen. Im Besitz aller drei Mutterboxen will er sie vereinen, um deren gesamte Energie zu nutzen. Die Gruppe fliegt ohne Superman in Batmans Truppentransporter nach Russland, wo Steppenwolf einen Schutzschild über den Mutterboxen errichtet hat. Batman zerstört den Schutzschild, damit die anderen vier Steppenwolf bekämpfen können. Überraschenderweise erscheint Superman auf der Bildfläche. Cyborg und Superman schaffen es, die Boxen zu trennen; Wonder Woman zerstört Steppenwolfs Axt. Als er erkennt, dass er ohne seine Waffe wehrlos ist, wird Steppenwolf selbst von Furcht befallen, worauf er von seinen eigenen Paradämonen attackiert wird. Durch ein entstehendes Wurmloch verschwinden er und die Paradämonen, nur sein Helm bleibt zurück.
Nach dem Kampf entscheidet sich Batman dazu, die Gruppe bestehen zu lassen und sogar weitere Superhelden zu rekrutieren. In einer Post-Credit-Szene veranstalten Superman und The Flash ein Wettrennen zum Pazifik, in einer zweiten Szene ist Lex Luthor aus dem Gefängnis ausgebrochen und rekrutiert den Kopfgeldjäger Deathstroke, um eine eigene Liga aus Superschurken zu bilden.

## Produktion

### Justice League: Mortal
Bereits 2007 gab es Pläne für einen Film mit einem Budget von 220 bis 250 Millionen US-Dollar, der 2009 unter dem Titel Justice League: Mortal (deutsch Justice League: Sterblich) in die Kinos kommen sollte. Allerdings streikten im November 2007 die Drehbuchautoren in Folge des Autorenstreiks von Hollywood für drei Monate und die Arbeiten verzögerten sich zusätzlich durch die Suche nach geeigneten Schauplätzen und eine geeignete Besetzung um weitere sechs Monate. Schließlich feierten DC Comics und Warner Bros. 2008 mit dem Film The Dark Knight große finanzielle Erfolge und stellten den Film Justice League: Mortal vorerst ein, um sich auf Filme über einzelne Figuren zu konzentrieren. Zwischen der Veröffentlichung von The Dark Knight und der Bekanntgabe von Justice League veröffentlichte Warner Bros. unter anderem die Filme Watchmen – Die Wächter, Jonah Hex, Green Lantern, The Dark Knight Rises und Man of Steel. Mit der Ankündigung von Justice League gilt Justice League: Mortal endgültig als gescheitertes Projekt. Die Regie hätte von George Miller geführt werden sollen und Superman hätte durch D. J. Cotrona, Batman durch Armie Hammer, Wonder Woman durch Megan Gale, The Flash durch Adam Brody, Green Lantern durch Common sowie Aquaman durch Santiago Cabrera verkörpert werden sollen.
Neben einer vollständigen Besetzung waren die Sets und die Kostüme bereits in Produktion. Der Film wäre vor Marvel’s The Avengers, mit dem Justice League häufig verglichen wird, erschienen. Das Drehbuch wurde von Michele und Kiernan Mulroney verfasst und wurde im Juni 2007 an Warner Bros. übergeben. Das Drehbuch wurde später veröffentlicht. Snyder verlautete, dass er zahlreiche Inspirationen durch den Comicbuchzeichner Jack Kirby in Justice League einfließen ließ.

### Entstehung

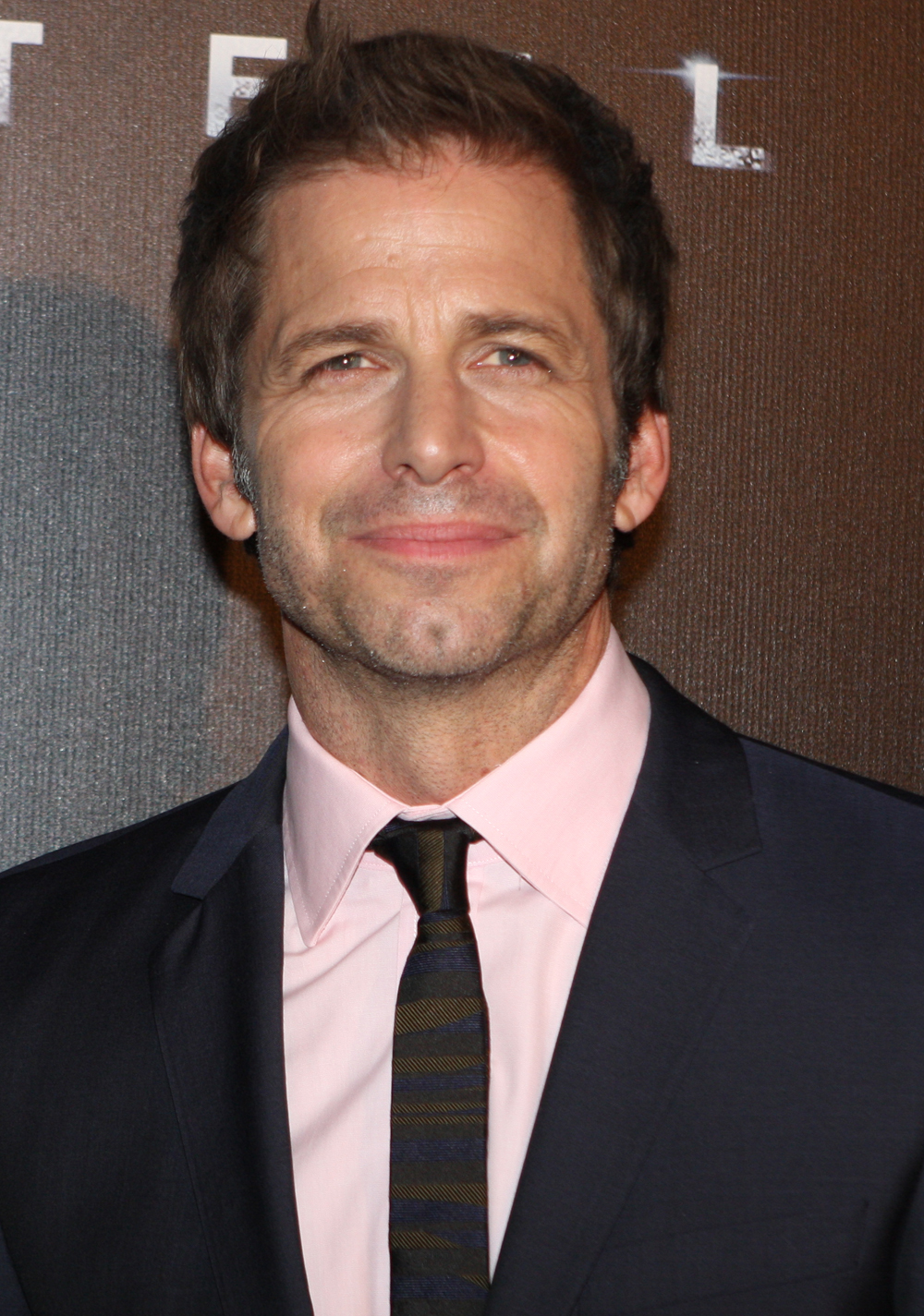
Zack Snyder, Regisseur von Justice League

Im August 2012, nachdem der Konkurrent Marvel mit dem Film Marvel’s The Avengers, der von einem Superheldenteam handelt, einen finanziellen Erfolg gefeiert hatte, und während sich der Film Man of Steel, der erste Film des DC Extended Universe noch in Produktion befand, beauftragte Warner Bros. Will Beall ein Drehbuch über einen Justice-League-Film zu verfassen. Am 11. April 2013 bestätigte Jeff Robinov, Vorsitzender von Warner Bros., dass in Man of Steel kleine Hinweise auf andere Charaktere außerhalb des DC-Universums vorzufinden sein werden und dass im Filmuniversum, in dem Man of Steel spielt, weitere Figuren aus dem DC-Universum sein können, sodass ein Justice-League-Film als eine Fortsetzung möglich wäre. Auch Zack Snyder, Regisseur von Man of Steel und später auch von Justice League, bestätigte im selben Monat, dass es in Man of Steel Referenzen zu anderen Figuren aus dem DC-Universum geben werde. Allerdings wurde bekannt, dass Christopher Nolan, Regisseur der Batman-Filme Batman Begins, The Dark Knight und The Dark Knight Rises, sowie Produzent des Films Man of Steel, sich an einer eventuellen Produktion eines Justice-League-Films nicht beteiligen würde. Robinov meinte, dass man auch ohne Nolan einen Justice-League-Film produzieren würde. Außerdem solle Man of Steel tonangebend für die weiteren Filme des DC Extended Universe sein. Ebenfalls bestätigte er, dass das Universum unabhängig von Nolans Filmtrilogie sei, obwohl dieser anfangs am DC Extended Universe noch mitarbeitete. Vor der Erscheinung von Man of Steel bestätigte David S. Goyer, dass es die Intention von Man of Steel sei, dass auch andere Superhelden im Filmuniversum leben können. Allerdings sei es lediglich eine mögliche Option, dass diese als Justice League zusammenkommen.
Mit der Veröffentlichung von Man of Steel wurde Goyer, der im Vorfeld einen Vertrag über drei Filme unterschrieb, damit beauftragt, eine Fortsetzung als auch ein Drehbuch über die Justice League zu schreiben. Die Fortsetzung entpuppte sich später als Batman v Superman: Dawn of Justice, in dem, mit Figuren wie Henry Cavill als Superman, Ben Affleck als Batman und Gal Gadot als Wonder Woman, bereits weitere Figuren aus der späteren Justice League vorkommen. Der Batman im DC Extended Universe ist nicht dieselbe Figur wie in Nolans Filmtrilogie, sondern stellt eine Rebootversion jener Figur dar. Die Drehbuchversion, die bereits Beall verfasst hat, wurde laut Goyer gänzlich verworfen.
Im April 2014 wurde Zack Snyder, der neben Man of Steel auch für den Film Batman v Superman: Dawn of Justice im Regiestuhl saß, als Regisseur bestätigt. Der Film wird von Charles Roven und Deborah Snyder produziert, während Benjamin Melniker, Michael E. Uslan, Wesley Coller, David S. Goyer und Geoff Johns als ausführende Produzenten fungieren. Im folgenden Juli gab Warner Bros. bekannt, dass Chris Terrio Goyers Skript Korrektur lesen wird. Terrio hatte bereits Goyers Drehbuch zu Batman v Superman: Dawn of Justice überarbeitet. Er sorgte für eine etwas weniger düstere Skriptversion und für Abstimmung mit den anderen von DC geplanten Filmen. Terrio erarbeitete den Charakter von Cyborg in enger Abstimmung mit Ray Fisher. Knapp drei Monate später gab Warner Bros. bekannt, dass die Justice-League-Verfilmung als Zweiteiler geplant sei: Der erste Teil soll dabei als fünfter Film des DC Extended Universe am 17. November 2017 erscheinen; der zweite Teil soll nach weiteren Verfilmungen aus dem Filmuniversum am 14. Juni 2019 folgen. Snyder soll bei beiden Filmen Regie führen. Am 3. Juli 2015 bestätigte Warner Bros., dass nun das vollendete Drehbuch zu Justice League fertig sei.
Als am 11. April 2016 die Dreharbeiten begannen, wurde bekannt gegeben, dass Fabian Wagner als Kameramann für den Film fungiert. Im Mai 2016 wurde Ben Affleck, als Executive Producer, für den Film hinzugezogen. Nachdem Batman v Superman: Dawn of Justice nicht den erhofften Erfolg hatte, gab Warner Bros. im selben Monat bekannt, dass Geoff Johns und Jon Berg als Produzenten für den Film fungieren. Im folgenden Monat gab Johns bekannt, dass der erste Film über die Gerechtigkeitsliga im DC Extended Universe mit Justice League betitelt wurde. Zuvor war der Film als Justice League Part One beziehungsweise The Justice League Part One bekannt. Im Vergleich zu Batman v Superman: Dawn of Justice wurde Justice League als ein hellerer und leichterer Film bezeichnet.

### Besetzung
Als Justice League am 14. Oktober 2014 offiziell angekündigt wurde, wurde bestätigt, dass Henry Cavill als Superman und Ben Affleck als Batman in ihre Rollen zurückkehren werden. Im Januar 2014 veröffentlichte die Filmzeitschrift Variety einen Artikel, in dem es heißt, dass Gal Gadot, die einen Vertrag für Wonder Woman für drei Filme unterschrieb, auch im Film über die Justice League als Amazonenprinzessin auftreten wird. Zu dem Zeitpunkt war noch nicht bekannt, dass der Justice-League-Film ein Zweiteiler werden soll. Für Cavill, Affleck und Gadot ist Justice League bereits der dritte Auftritt in ihren Rollen im DC Extended Universe: Cavill verkörperte Superman bereits 2013 in Man of Steel, Affleck spielte Batman im 2016 erschienenen Film Suicide Squad und Gadot spielte Wonder Woman im ebenfalls Wonder Woman betitelten Film, der fünf Monate vor Justice League veröffentlicht wurde. Zudem verkörperten alle drei Schauspieler jeweils ihren Charakter im 2016 erschienenen Film Batman v Superman: Dawn of Justice.
Am 25. Juli 2014 schrieb die Filmwebsite Deadline.com, dass Warner Bros. plane, Jason Momoa in Justice League Aquaman verkörpern zu lassen. Im Oktober 2014 bestätigte Momoa, dass er in Justice League auftreten werde. Auch wurde Ray Fisher als Cyborg in beiden Justice-League-Filmen bestätigt. Bereits in Batman v Superman: Dawn of Justice hatte er einen Gastauftritt in jener Rolle. Im November 2014 wurde bestätigt, dass Ezra Miller im Zweiteiler die Figur Barry Allen alias The Flash verkörpern wird. Im März 2016 wurde J. K. Simmons in die Besetzung aufgenommen. Dabei übernimmt er die Rolle des Polizisten James Gordon. In den beiden Folgemonaten bestätigten Jeremy Irons und Jesse Eisenberg, dass sie in ihren Rollen als Butler Alfred Pennyworth beziehungsweise als Schurke Lex Luthor aus Batman v Superman: Dawn of Justice zurückkehren. Darüber hinaus übernimmt Willem Dafoe die Rolle von Vulko, dem wissenschaftlichen Chefberater des fiktiven Unterwasserreiches von Atlantis. Gemeinsam mit Simmons sammelten beide bereits in der Spider-Man-Trilogie Erfahrungen in Comicbuchverfilmungen.
Zack Snyder gab in einem Interview bekannt, dass Metallo als ein Bösewicht für den Film geplant gewesen sei. Ebenfalls gab er bekannt, dass der Schurke Brainiac für Justice League geplant sei. Er meinte, dass man für den Film nicht erneut eine Invasion von Außerirdischen, wie im Film Man of Steel, machen könne. Im Juni 2016 bestätigte Deborah Snyder, dass Steppenwolf, der einen Gastauftritt in der Ultimate Edition von Batman v Superman: Dawn of Justice hat, der Hauptschurke des Films sein wird.

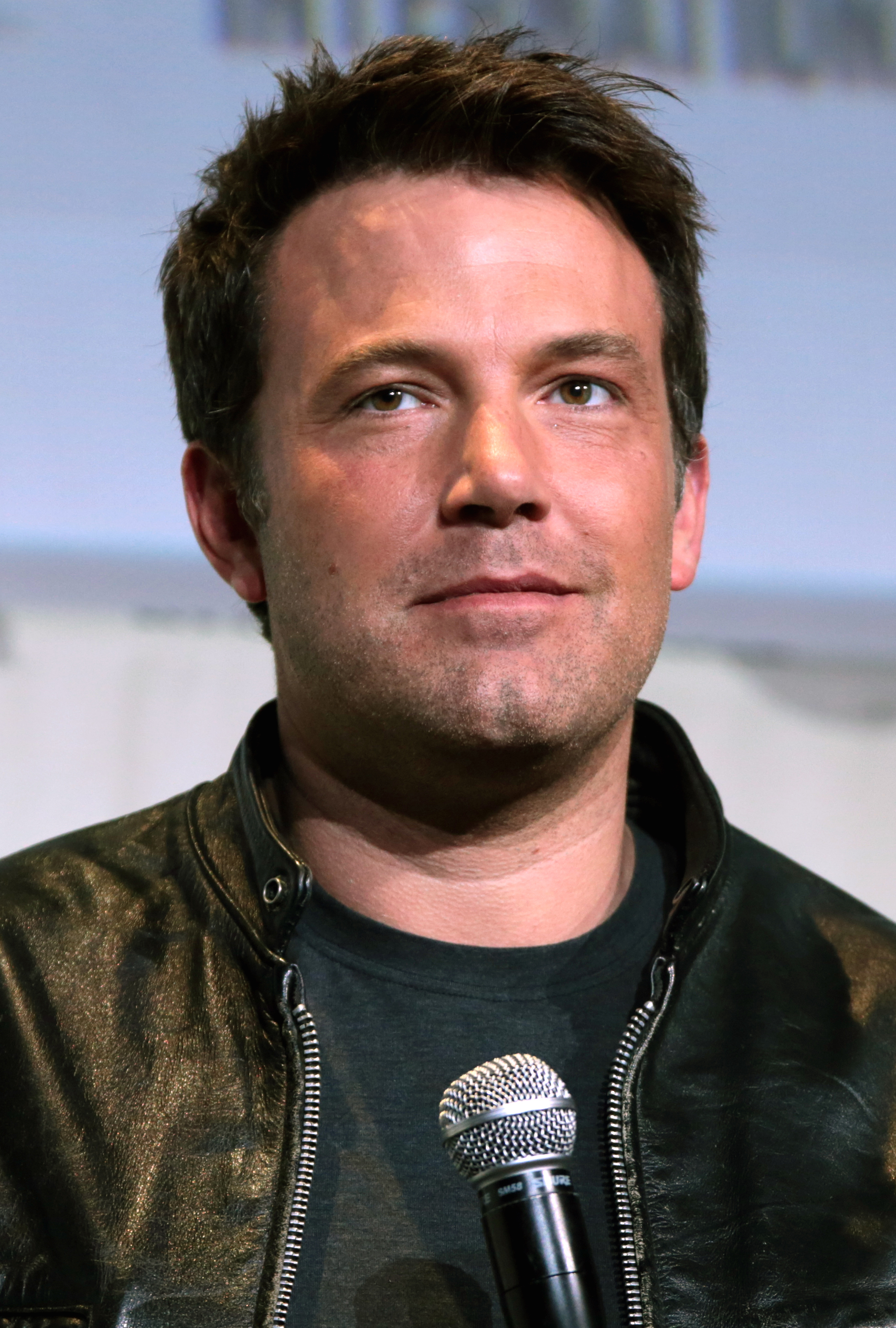
Ben Affleck verkörpert Batman
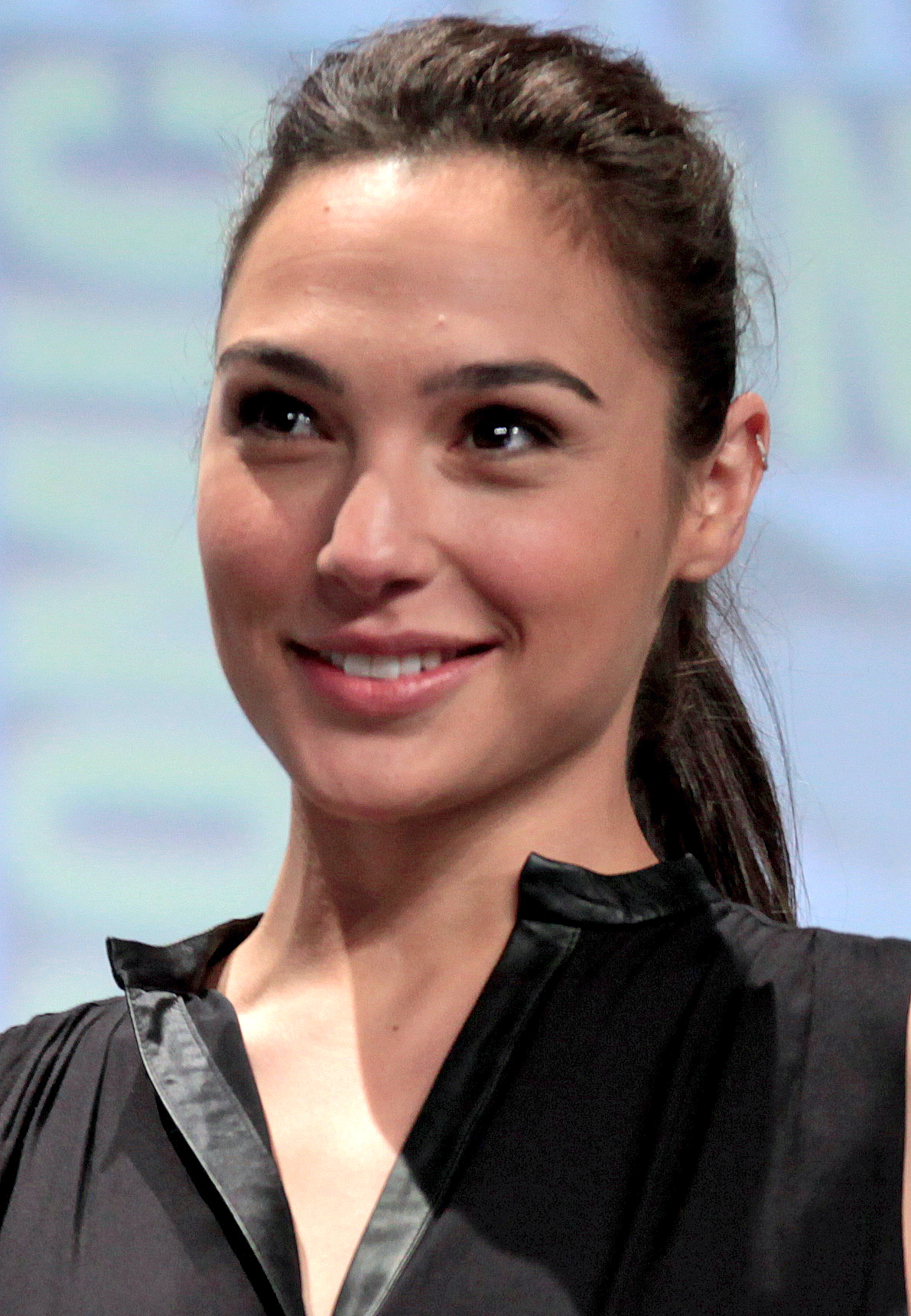
Gal Gadot verkörpert Wonder Woman
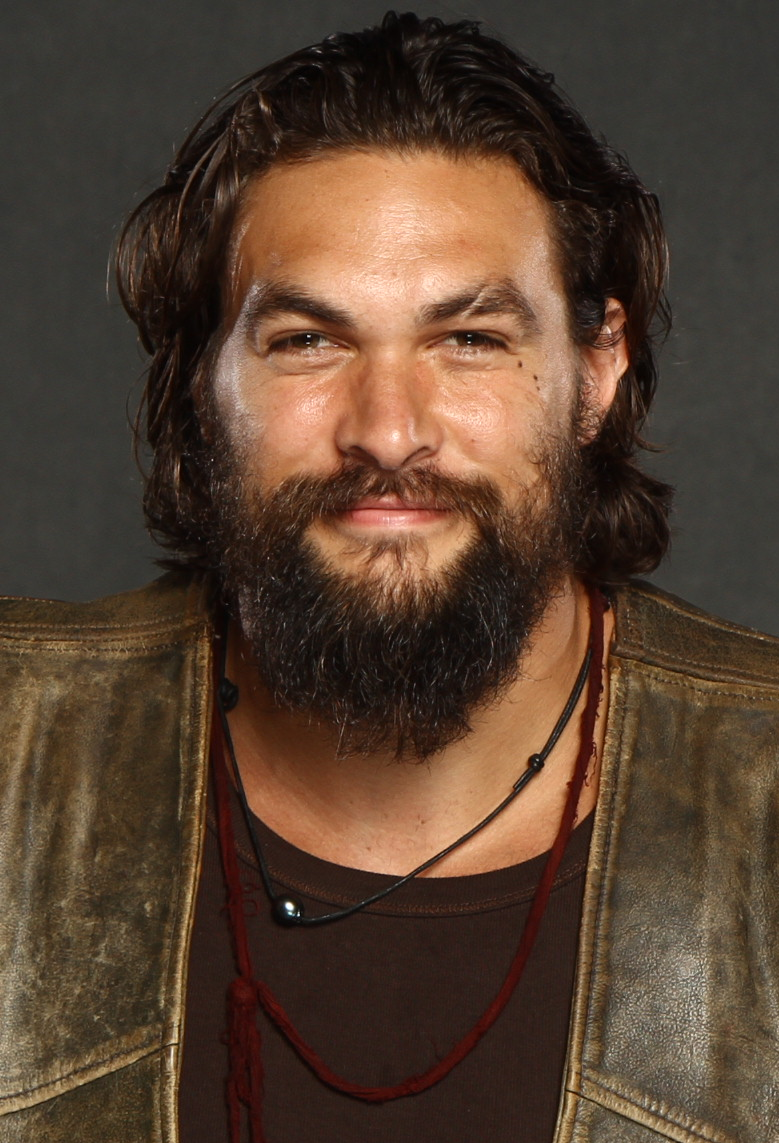
Jason Momoa verkörpert Aquaman
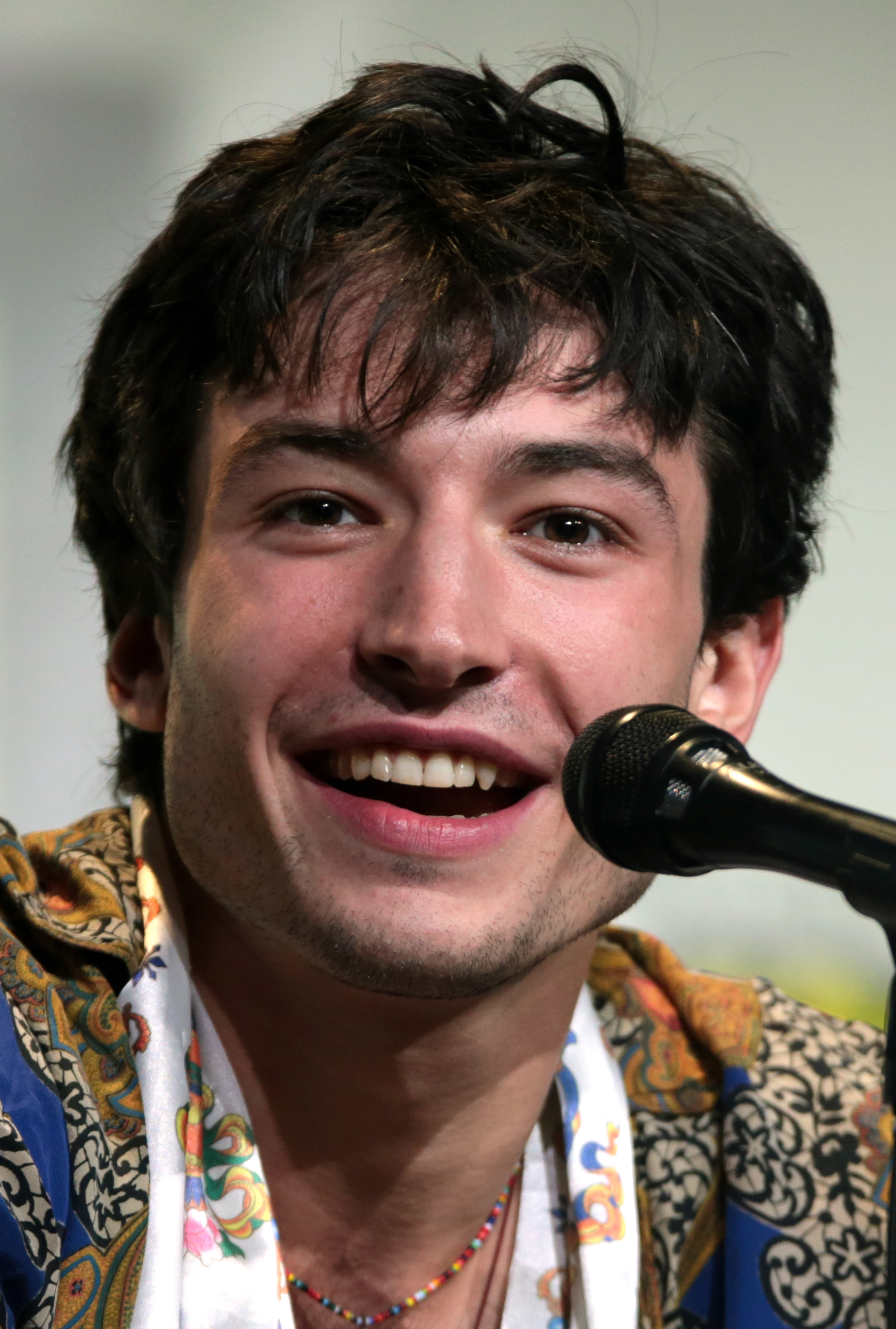
Ezra Miller verkörpert The Flash
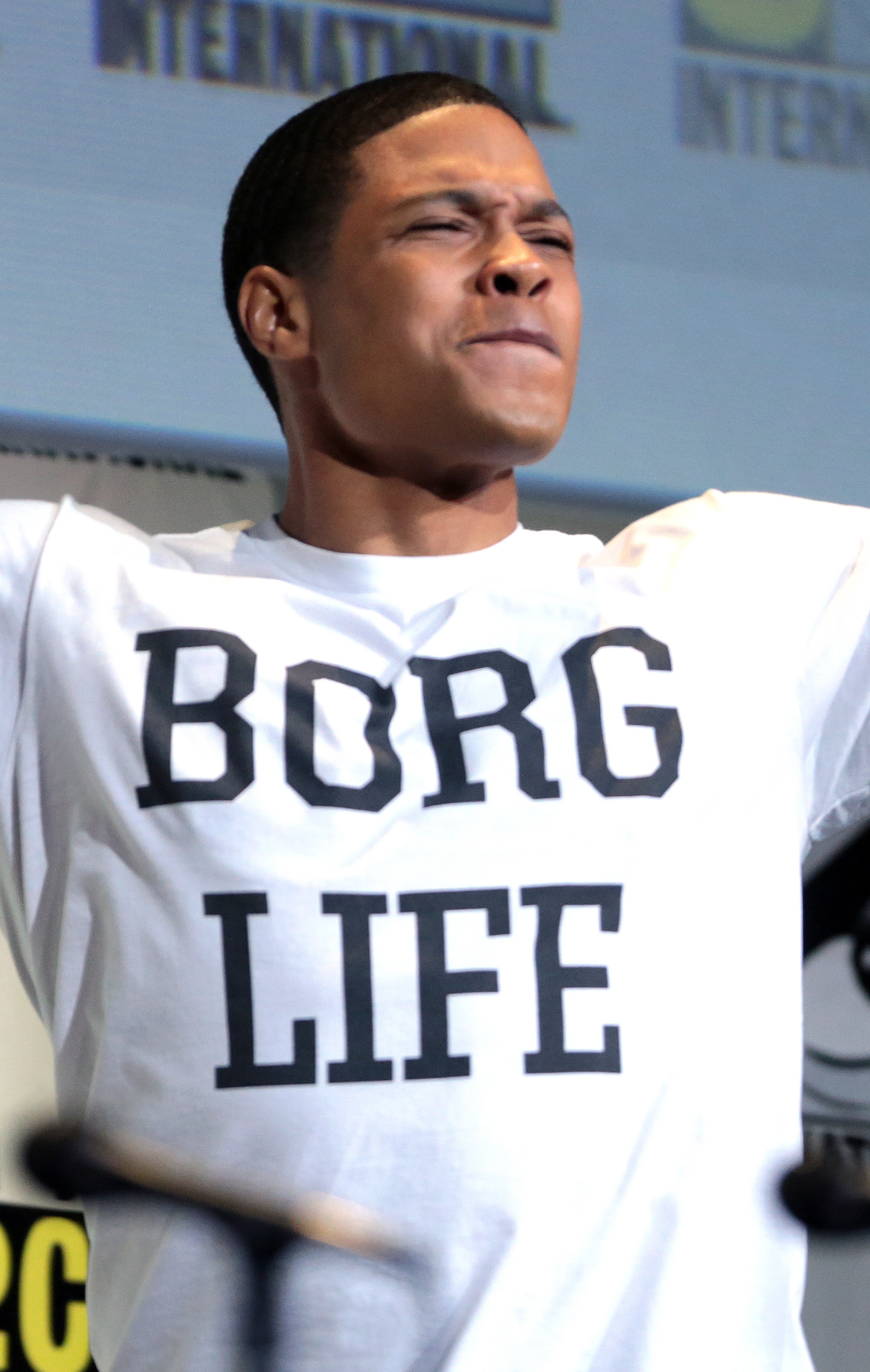
Ray Fisher verkörpert Cyborg
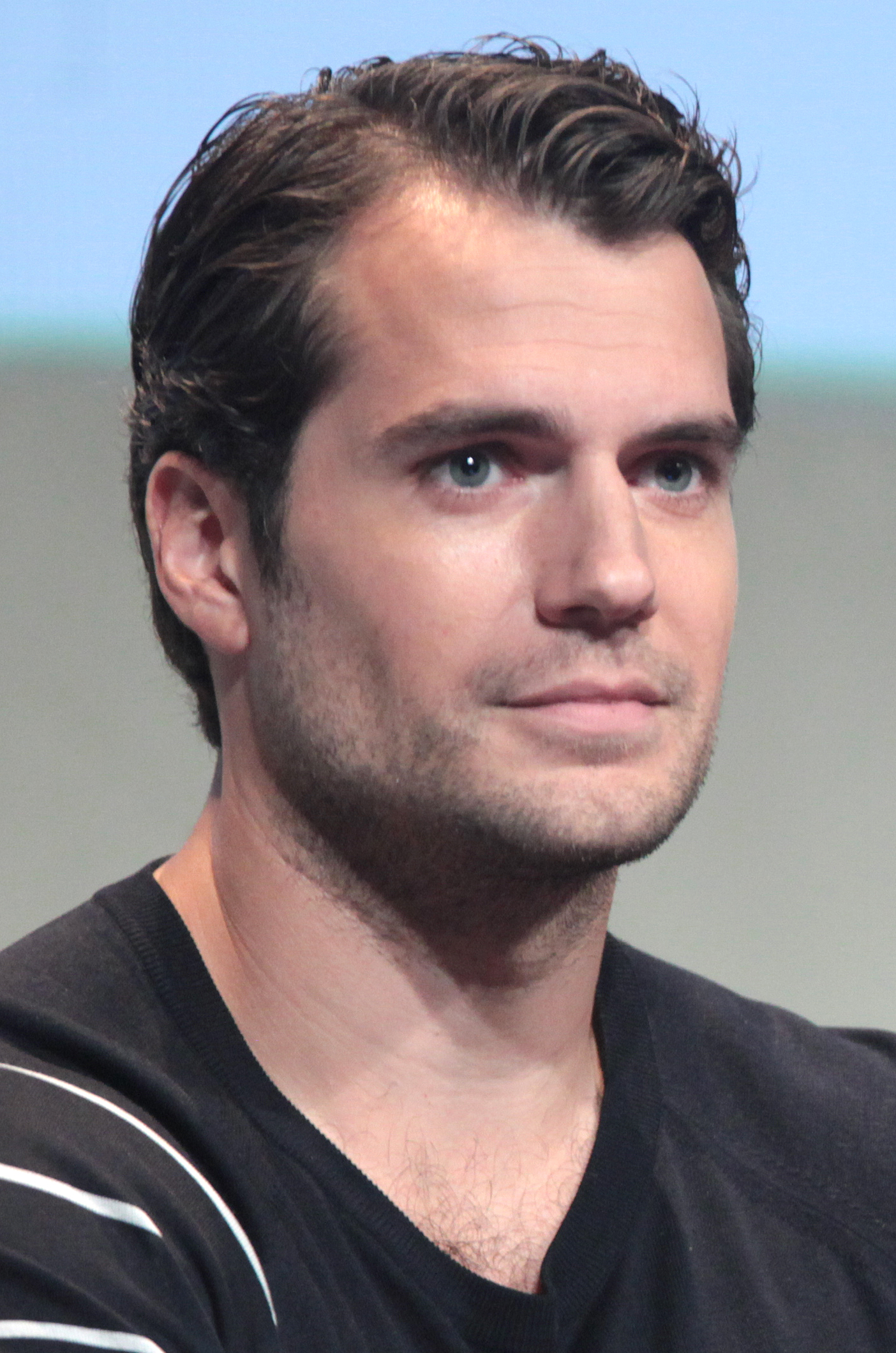
Henry Cavill verkörpert Superman

### Dreharbeiten
Zunächst sollten die Dreharbeiten im Frühling 2016 im Anschluss an das Ende der Dreharbeiten zum Film Wonder Woman, der fünf Monate vor Justice League erscheinen sollte, beginnen. Im Februar 2016 wurde der Beginn der Dreharbeiten auf den 11. April festgelegt. Dabei sollte in den Leavesdener Warner Bros. Studios im Südosten Englands, an verschiedenen Orten um London sowie in Island gedreht werden. In London dienten die Warner Bros. Studios in Leavesden als Drehort.
Das Batmobil wurde im Vergleich zu Suicide Squad und Batman v Superman: Dawn of Justice, wo das Fahrzeug Schaden erleidet, für den Dreh leicht modifiziert und aufgerüstet weiterverwendet. Im Juni 2016 wurden Journalisten in das Filmstudio eingeladen, um den Dreharbeiten beizuwohnen. Dabei war auch J. K. Simmons erstmals am Set als Commissioner Gordon.
Mitte Oktober 2016 endeten die Dreharbeiten auf Island.

### Post-Produktion und Veränderungen am Film
Wie Ende Mai 2017 bekannt wurde, sollte Joss Whedon die Postproduktion des Films begleiten, da sich Regisseur Zack Snyder aus familiären Gründen zurückzog. Whedon hatte bereits zusätzliche Filmszenen geschrieben, die er auch inszenieren sollte. Whedons zunehmende Involvierung schlug sich in seinem zusätzlichen Koautor-Credit wieder. Im August 2017 wurde Whedon damit offiziell Teil des Projekts. Snyder hatte zuvor einen rund vierstündigen Rohschnitt beim Studio abgeliefert. Anfang 2018 wurde in Medien kolportiert, dass Snyders Rückzug nicht freiwillig gewesen und der Rohschnitt der Grund für sein Verlassen des Projektes sei. Warner-CEO Kevin Tsujihara habe eine Filmlänge von unter zwei Stunden gefordert. Co-Autor Chris Terrio bezeichnete das von Whedon umgeschriebene Drehbuch später als „das Dinosaurierskelett“, während die Fassung während der Hauptdreharbeiten ein „großes, schwerfälliges Tier“ gewesen sei. Whedon bzw. das Studio habe mit dem Handlungsstrang rund um Cyborg das „Herzstück des Filmes“ entfernt.
Die Nachdrehs in London und Los Angeles unter der Regie von Whedon kosteten 25 Millionen Dollar und dauerten rund zwei Monate. Beide Kennzahlen können in Bezug auf ihren Umfang als ungewöhnlich gelten. Da Mitglieder des Filmstabes bereits an anderen Projekten arbeiteten, führten die Nachdrehs auch zu personellen Veränderungen – so musste Cinematograf Fabian Wagner durch Jean-Philippe Gossart ersetzt werden. Henry Cavill musste aufgrund von Dreharbeiten zu Mission Impossible 6 einen Schnurrbart tragen, den er auch während der Justice League-Nachdrehs aus vertraglichen Gründen nicht abrasieren durfte. Der Schnurrbart wurde in den Szenen der Nachdrehs durch digitale Spezialeffekte entfernt. Trotz der Schwierigkeiten in der Postproduktion wurde der Film nicht verschoben – laut Medienberichten, damit die Führungskräfte ihre Geldprämien vor der Fusion des Unternehmens mit AT&T erhalten würden.
Wenige Wochen vor Veröffentlichung des Filmes ersuchte Chris Terrio, seinen Namen von der Kinofassung zu entfernen. Da bereits erstellte physische Filmträger hätten vernichtet und der Veröffentlichungszeitpunkt hätte verschoben werden müssen, zog Terrio sein Ansuchen wieder zurück.
Im Juli 2020 äußerte Schauspieler Ray Fisher erstmals, Whedons Umgang mit den Darstellern und der Crew des Films am Set sei „grob, beleidigend und unprofessionell“ gewesen; diese Vorwürfe wiederholte er seither mehrmals. Kreative Differenzen zwischen Whedon, Berg, Johns und den Schauspielern hätten zu mehreren Konflikten geführt; aufgrund einer Unstimmigkeit zwischen Whedon und Gal Gadot schaltete letztere die Führungsetage von Warner Bros. ein. Eine spätere Untersuchung der Ex-Richterin Katherine Forrest fand keine glaubwürdigen Belege für Behauptungen von rassistischer Motivation oder einer „racial insensitivity“ des Verhaltens der Beteiligten.

## Synchronisation
Die deutschsprachige Synchronisation entstand bei Interopa Film in Berlin nach einem Dialogbuch von Klaus Bickert und unter der Dialogregie von Stefan Fredrich
| Rolle                       | Schauspieler       | Synchronsprecher  |
| --------------------------- | ------------------ | ----------------- |
| Bruce Wayne / Batman        | Ben Affleck        | Peter Flechtner   |
| Clark Kent / Superman       | Henry Cavill       | Alexander Doering |
| Lois Lane                   | Amy Adams          | Giuliana Jakobeit |
| Diana Prince / Wonder Woman | Gal Gadot          | Sanam Afrashteh   |
| Barry Allen / The Flash     | Ezra Miller        | Patrick Baehr     |
| Arthur Curry / Aquaman      | Jason Momoa        | Matti Klemm       |
| Victor Stone / Cyborg       | Ray Fisher         | Tobias Schmidt    |
| Alfred Pennyworth           | Jeremy Irons       | Thomas Fritsch    |
| Martha Kent                 | Diane Lane         | Arianne Borbach   |
| Königin Hippolyta           | Connie Nielsen     | Andrea Aust       |
| Steppenwolf                 | Ciarán Hinds       | Oliver Stritzel   |
| Commissioner James Gordon   | J. K. Simmons      | Jan Spitzer       |
| Henry Allen                 | Billy Crudup       | Benjamin Völz     |
| Dr. Silas Stone             | Joe Morton         | Oliver Siebeck    |
| Mera                        | Amber Heard        | Julia Kaufmann    |
| Lex Luthor                  | Jesse Eisenberg    | Leonhard Mahlich  |
| Slade Wilson / Deathstroke  | Joe Manganiello    | Uve Teschner      |
| Menalippe                   | Lisa Loven Kongsli | Dana Friedrich    |

## Vermarktung
Am 21. Juni 2016 veröffentlichten Warner Bros. und DC Comics das offizielle Film-Logo. Zugleich wurde eine offizielle Kurzbeschreibung des Films bekanntgegeben. Eine Woche später wurde ein Konzeptbild veröffentlicht. Auf der San Diego Comic-Con im Juli 2016 wurde der erste Trailer zu Justice League veröffentlicht. Am 13. November 2017 feierte der Film in Los Angeles seine Premiere.

## Einspielergebnisse
Der Film spielte weltweit ca. 657,9 Millionen Dollar ein, davon etwa 229 Mio. in den USA.

## Rezeption
Andreas Platthaus von der Frankfurter Allgemeinen Zeitung fand den Film durchwachsen, verwies auf „eindimensionale“ Helden und den „mäßigen“ Schurken, und bemängelte dramaturgische Probleme, die u. a. vom Drehbuchautorenwechsel des „ästhetischen Antipoden“ Zack Snyder auf den „auf Screwball … und Pathos“ spezialisierten Joss Whedon stammen. Martin Schwickert von der Augsburger Allgemeine nannte den Film „Macho und Digital-Krawall … mit null Gruppendynamik … und hölzernen, humorlosen Dialogen“, und fand es „symptomatisch“, dass Wonder Woman nach dem Erfolg ihres gleichnamigen Filmes zur „Psychotante heruntergedimmt“ wird. Der Berliner Tagesspiegel monierte die allzu seltenen und schlichten Witze, die eindimensionale Charakterzeichnung von Cyborg und Aquaman sowie die suboptimale Computertechnik in den Unterwasserszenen und fasste das Dilemma des Plots mit einem Zitat aus dem Film zusammen: „Ich kann auf alles zugreifen, aber ich kann es nicht zusammenbringen.“

## „Snyder-Cut“
Nachdem Fans mehrere Jahre gefordert hatten, dass die originale Version von Justice League veröffentlicht werden solle, gab Snyder 2021 bekannt, dass der sogenannte „Snyder-Cut“ im gleichen Jahr beim Streamingdienst HBO Max verfügbar sein wird.